# Pambio Noranco
Pambio-Noranco è un quartiere di 810 abitanti del comune svizzero di Lugano, nel Canton Ticino (distretto di Lugano).

## Storia

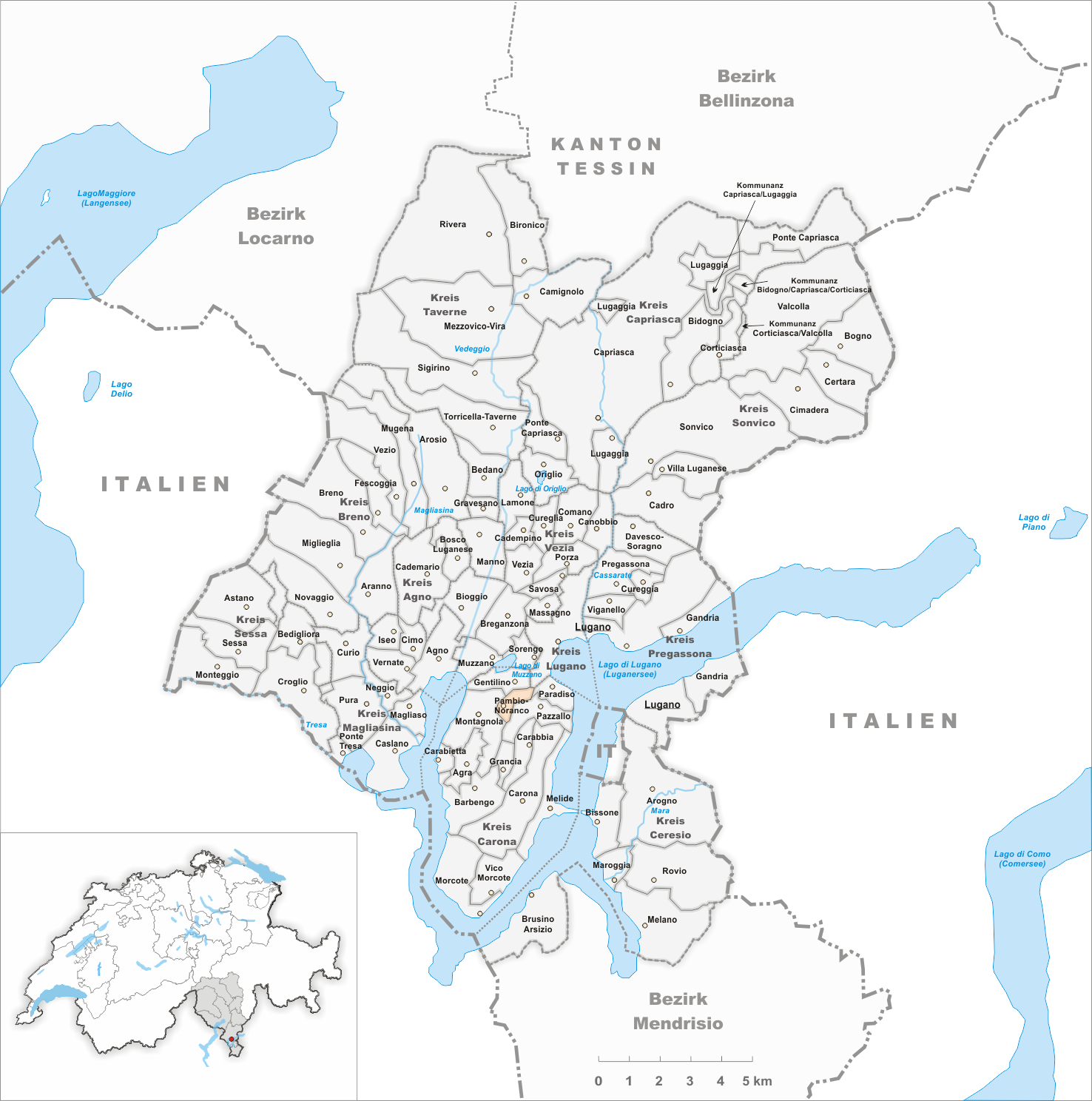
Il territorio del comune di Pambio Noranco prima degli accorpamenti comunali del 2004

Fino al 1888, Noranco e Pambio facevano parte, con il comune di Calprino (ora Paradiso) e Pazzallo di un consorzio di quattro comuni. Quando venne sciolto, i cittadini di Pambio e di Noranco sentirono il bisogno di unirsi per risolvere insieme problemi comuni. Nel corso dell'Assemblea comunale del 4 settembre 1904, si stabilì la fusione dei comuni soppressi di Noranco e Pambio. Il nuovo comune, che si estendeva per 0,6 km², il 4 aprile 2004 è stato accorpato a Lugano assieme agli altri comuni soppressi di Breganzona, Cureggia, Davesco-Soragno, Gandria, Pazzallo, Pregassona e Viganello.

## Monumenti e luoghi d'interesse
- Chiesa parrocchiale di San Pietro in località del vecchio comune di Pambio, documentata dal 1335, divenne parrocchia nel 1468 staccandosi dalla collegiata di San Lorenzo di Lugano[2]. Nella chiesa parrocchiale di San Pietro è presente, dietro l'altare maggiore, una preziosa tela di Giuseppe Antonio Petrini da Carona, raffigurante San Pietro. Nella cupola affreschi illusionistici, del 1865, di Tiziano Bernasconi di Carona e decorazioni di Giuseppe Piattini di Biogno.[3]
- Oratorio di Santa Maria Assunta in località Pambio[4], aula rettangolare con coro, eretta nel XVI secolo e trasformata in epoca barocca[senza fonte].

### Evoluzione demografica
L'evoluzione demografica è riportata nella seguente tabella:
Abitanti censiti

## Amministrazione
Ogni famiglia originaria del luogo fa parte del cosiddetto comune patriziale e ha la responsabilità della manutenzione di ogni bene ricadente all'interno dei confini del quartiere.